# Liburnia axillaris
Liburnia axillaris är en insektsart som beskrevs av Sahlberg 1876. Liburnia axillaris ingår i släktet Liburnia och familjen sporrstritar.
Artens utbredningsområde är Finland. Inga underarter finns listade i Catalogue of Life.